# 武有
武有（越南语：／，1437年—1530年），越南后黎朝官员，数学家。
武有是海陽承宣上洪府唐安縣慕澤社（海阳省平江县新鴻社慕澤村）人，武堯佐曾孫，歸化路安撫副使武伯謙之子。光顺四年（1463年），通過會試，参加庭試，中第二甲進士出身。后来被任命为钦刑院郎中。光顺八年（1467年），黎圣宗开宏词科的考试，点集入试官凡三十人，时任钦刑院郎中武有，与员外郎阮廷科等五人都以病为由没有参加考试。黎圣宗感到奇怪，便问他们，诘问他们一门心思在于贿赂。因对群臣说了此番话来议论武有：“刑狱繁剧、其劳有三、终日区区、垂头丧气、一也。论刊失当、受出入罪、二也。讼案堆积、详审难辨、三也。有此三劳、人虽无病、足以致疾、况有病乎。”
后来升官，历任礼部左侍郎兼金光门待诏、礼部尚书、户部尚书等官职，后封松杨侯。七十歲，以戶部尚書致事，死後贈太保。
武有精於數學，著有《四畝耕述》一書，对越南的数学贡献很大。當時，升龍城需要修繕城門，皇帝命武有計算磚石大小，要求遵從原來規制。結果武有的計算不差尺寸。皇帝稱讚道：“此神算也！”並獎賞武有一百畝肥田。